# Serie C 1997-1998
La Serie C 1997-1998 è stata la 16ª edizione del torneo di quarto, ed ultimo, livello del campionato italiano di pallamano maschile.

Esso venne organizzato dai comitati regionali della Federazione Italiana Giuoco Handball.

## Verdetti
| Girone                               | Squadre promosse in Serie B 1998-1999 | Città                         |
| ------------------------------------ | ------------------------------------- | ----------------------------- |
| Girone Lombardia e Piemonte          | Pallamano Rescaldinese                | Rescaldina (MI)               |
| Girone Veneto, Trentino e Alto Adige | Klausen                               | Chiusa (BZ)                   |
| Girone Veneto e Friuli V.G.          | Musile                                | Musile di Piave (VE)          |
| Girone Emilia-Romagna                | Pallamano Formigine                   | Formigine (MO)                |
| Girone Toscana                       | Mugello                               | Borgo San Lorenzo (FI)        |
| Girone Abruzzo, Marche e Molise      | San Benedetto                         | San Benedetto del Tronto (AP) |
| Girone Campania                      | HC Benevento                          | Benevento                     |
| Girone Puglia                        | Putignano                             | Putignano (BA)                |
| Girone A - Sicilia                   | Pallamano Aurora                      | Trapani                       |
| Girone B - Sicilia                   | Nova Audax                            | Caltanissetta                 |
| Girone C - Sicilia                   | Messina (B)                           | Messina                       |
| Girone D - Sicilia                   | Albatro Siracusa                      | Siracusa                      |
| Poule Promozione - Girone A          | Faenza 1983                           | Faenza (RA)                   |
| Poule Promozione - Girone B          | CUS Verona                            | Verona                        |
| Poule Promozione - Girone C          | Vis Foligno Altamura                  | Foligno (PG) Altamura (BA)    |